# Phytomyza ferina
Phytomyza ferina este o specie de muște din genul Phytomyza, familia Agromyzidae, descrisă de Spencer în anul 1971. Conform Catalogue of Life specia Phytomyza ferina nu are subspecii cunoscute.